# Felimare
Felimare is een geslacht van weekdieren uit de klasse van de Gastropoda (slakken).

## Soorten
- Felimare acriba (Ev. Marcus & Er. Marcus, 1967)
- Felimare agassizii (Bergh, 1894)
- Felimare alaini (Ortea, Espinosa & Busque, 2013)
- Felimare amalguae (Gosliner & Bertsch, 1988)
- Felimare aurantimaculata Ortigosa, Pola & Cervera, 2017
- Felimare bayeri Ev. Marcus & Er. Marcus, 1967
- Felimare bilineata (Pruvot-Fol, 1953)
- Felimare californiensis (Bergh, 1879)
- Felimare cantabrica (Bouchet & Ortea, 1980)
- Felimare ciminoi (Ortea & Valdés, 1996)
- Felimare espinosai (Ortea & Valdés, 1996)
- Felimare fentoni (Valdés, Gatdula, Sheridan & Herrera, 2011)
- Felimare fontandraui (Pruvot-Fol, 1951)
- Felimare fortunensis (Ortea, Espinosa & Busque, 2013)
- Felimare francoisae (Bouchet, 1980)
- Felimare fregona (Ortea & Caballer, 2013)
- Felimare garciagomezi (Ortea & Valdés, 1996)
- Felimare gasconi (Ortea, 1996)
- Felimare gofasi (Ortea & Valdés, 1996)
- Felimare juliae (DaCosta, Padula & Schrödl, 2010)
- Felimare kempfi (Ev. Marcus, 1971)
- Felimare lajensis (Troncoso, Garcia & Urgorri, 1998)
- Felimare lalique (Ortea & Caballer, 2013)
- Felimare lapislazuli (Bertsch & Ferreira, 1974)
- Felimare lilyeveae (Alejandrino & Valdés, 2006)
- Felimare malacitana (Luque, 1986)
- Felimare marci (Ev. Marcus, 1971)
- Felimare molloi (Ortea & Valdés, 1996)
- Felimare muniainae (Ortea & Valdés, 1996)
- Felimare nyalya (Ev. Marcus & Er. Marcus, 1967)
- Felimare olgae (Ortea & Bacallado, 2007)
- Felimare orsinii (Vérany, 1846)
- Felimare picta (Schultz in Philippi, 1836)
- Felimare pinna (Ortea, 1988)
- Felimare porterae (Cockerell, 1901)
- Felimare ruthae (Ev. Marcus & Hughes, 1974)
- Felimare samueli (Caballer & Ortea, 2012)
- Felimare sechurana Hoover, Padula, Schrödl, Hooker & Valdés, 2017
- Felimare sisalensis Ortigosa & Valdés, 2012
- Felimare sycilla (Bergh, 1890)
- Felimare tema (Edmunds, 1981)
- Felimare tricolor (Cantraine, 1835)
- Felimare villafranca (Risso, 1818)
- Felimare xicoi (Ortea & Valdés, 1996)
- Felimare zebra (Heilprin, 1889)

### Synoniemen
- Felimare ghiselini (Bertsch, 1978) => Felimare californiensis (Bergh, 1879)
- Felimare midatlantica (Gosliner, 1990) => Felimare tricolor (Cantraine, 1835)
- Felimare verdensis (Ortea, Valdés & García-Gómez, 1996) => Felimare tema (Edmunds, 1981)